# Huíla (comuna)
Huíla, chamada popularmente de Lupolo, é um distrito urbano e comuna angolana que se localiza na província da Huíla, pertencente ao município de Lubango.
Anteriormente uma comunidade rural com dinâmica ao redor da "Missão Católica da Huíla", foi absorvida pelo enorme crescimento da malha urbana da cidade do Lubango, constituindo-se actualmente como um distrito urbano lubanguense.

## Histórico
Antes da colonização, o território da comuna era parte da ombala do Lupolo, uma das cidades-Estado do País de Humbi-Onene. Fazia sua fronteira na mulola (leito seco de rio) do Mabuie da Cascata. No momento da chegada dos europeus, o território era controlado por Canina-io-Hamba, o soba local.
O padre Carlos Duparquet, com um grupo de auxiliares, conseguiu permissão do soba e se instalou brevemente como uma missão científica e religiosa em 1866, que acabou por ser expulso pelo governante nativo. Não vingando a primeira empreitada, o plano de uma missão católica foi abandonada.
No retorno, em 1881, o padre Duparquet e padre José Maria Antunes negociam com o novo soba uma área de 2 000 hectares de terreno para montagem da "Missão Católica da Huíla" e de uma agrovila anexa a ombala. Tal empreendimento dá origem, naquele mesmo ano, a famosa Missão Sui Iuris do Cunene.
A missão religiosa foi basilar para que se estabelecessem em suas proximidades as colónias de São Januário da Humpata (1882), de Sá da Bandeira (1885) e de São Pedro da Chibia (1885).